# Kispesti Textil SE

A Kispesti Textilgyár Részvénytársaság Sportegyesülete egy labdarúgócsapat, székhelye Budapest XIX. kerületében volt. A csapat egy alkalommal szerepelt az NB I-ben még az 1948-49-es idényben.Napjainkban férfi röplabda csapata az NBI-ben a legjobbak között szerepel.

## Névváltozások
- 1929–1939 Kispesti Textilgyár
- 1940–? KISTEXT FC
- ?–1951 KISTEXT SE
- 1951–1956 Vörös Lobogó KISTEXT SK
- 1957–1986 KISTEXT SE
- 2018 - Utánpótlás Akadémia KISTEXT SE

## Híres játékosok
* a félkövérrel írt játékosok rendelkeznek felnőtt válogatottsággal.
- Hámori László
- Kalmár Jenő
- Kincses Mihály
- Olajkár Károly
- Olajkár Sándor
- Szalay István
- Török József
- Panajótisz Kermanidisz

## Sikerek
NB I
- Résztvevő: 1948-49

NB II
- Bajnok: 1945-46, 1947-48,

NB III
- Bajnok: 1960-61

## Kapcsolódó szócikk
- Kispesti Textilgyár